# الدوري الهولندي الدرجة الأولى 1958–59
الدوري الهولندي الدرجة الأولى 1958–1959 هو الموسم الثالث من الدوري الهولندي الدرجة الأولى منذ إنشائه في عام 1956. فاز بهذا الموسم فورتونا سيتارد/نادي فولندام.

## الفرق
يشارك 20 نادي في الدوري: النادي الذي يحتل المرتبة الأولى في هذا الدوري يتأهل مباشرتا إلى الدوري الهولندي الممتاز، تأهل في هذه الدوري فورتونا سيتارد/نادي فولندام.